# Helius (Helius) albitarsis fuscipes
Helius (Helius) albitarsis fuscipes is een ondersoort van de tweevleugelige Helius (Helius) albitarsis uit de familie steltmuggen (Limoniidae). De ondersoort komt voor in het Neotropisch gebied.